# Desglaç (disc de Miguel Poveda)
Desglaç és el títol del primer àlbum en català del cantant de flamenc Miguel Poveda editat el 2005, una co-producció entre la companyia discogràfica Discmedi i Taller de Músics. El CD es va editar amb un DVD que inclou un documental on explica els detalls i les raons d'aquest disc, amb entrevista a Miguel Poveda i imatges del seu enregistrament.
A Desglaç, Miguel Poveda canta versos de diferents poetes catalans com Jacint Verdaguer, Joan Margarit, Maria Mercè Marçal, Joan Brossa o Sebastià Alzamora. Va ser presentat el 20 de novembre de 2005 a l'Auditori en el marc del Festival Internacional de Jazz de Barcelona.

## Temes del disc[7]
- 1. A mos bescantadors. Autor: Jacint Verdaguer. música: Miguel Poveda i Agustí Fernández. Arranjaments i piano: Joan Albert Amargós.
- 2. Tant se val. Autor: Valentí Gómez i Oliver. música, arranjaments i bandoneó: Marcelo Mercadante. piano: Gustavo Llull. contrabaix: Andrés Serafini.
- 3. No et veuré més. Autor: Joan Margarit. música, arrenjaments i guitarra. Juan Gómez "Chicuelo". arranjaments i piano: Josep Mas "Kitflus". saxo: Xavier Figuerola. contrabaix: Ferran Cubedo. percussions: Roger Blavia. palmes: Sonia Poveda i José María Tarriño. Amb la col·laboració de Moncho.
- 4. Cançó del bes sense port. Autora: Maria Mercè Marçal. música: Agustí Fernández. arranjaments i piano: Gustavo Llull.
- 5. Final!. Autor: Joan Brossa. música: Miguel Poveda i Marcelo Mercadante. arranjaments i bandoneó: Marcelo Mercadante. piano: Gustavo Llull. contrabaix: Andrés Serafini.
- 6. Declaració. Autor: Enric Casasses. música, arranjaments i piano: Joan Albert Amargós. bandoneó: Marcelo Mercadante. contrabaix: Andrés Serafini. percussions: Roger Blavia.
- 7. Boca seca. Autor: Narcís Comadira. música: Miguel Poveda. santur: Dimitri Psonis. Amb la col·laboració de Miquel Gil.
- 8. Plany de maragdes. Autor: Joan Barceló. música, arranjaments i piano: José Reinoso. Contrabaix: Giulia Valle. bateria: David Xirgu. Amb la col·laboració d'Antonio Serrano.
- 9. Ara. Autor: Josep Piera. música: Miguel Poveda. arranjaments i piano: Joan Albert Amargós.
- 10. Jo, l'invertit de cos i d'ànima. Autor: Sebastià Alzamora. Música, arranjaments i guitarra: Juan Gómez "Chicuelo". Percussions: Isaac Vigueras. Palmes: Sonia Poveda i José María Tarriño.
- 11. Posseït. Autor: Gabriel Ferrater. música: Miguel Poveda i Juan Gómez "Chicuelo". arranjaments i guitarra: Juan Gómez "Chicuelo". bandoneó: Marcelo Mercadante. contrabaix: Andrés Serafini. percussions: Roger Blavia.
- 12. Pare-esparver. Autor: Maria Mercè Marçal. música i arranjaments: Enric Palomar. violí: Pere Bardagí i Emil Bolozan. viola: Elizabeth Gex. violoncel: Manuel Martínez. contrabaix: Miguel A. Cordero.[8]